# Ghowriden
De Ghowriden, Ghoriden of Ghuriden waren een Afghaans-Perzische koninklijke dynastie die gedurende enkele decennia aan het einde van de 12e eeuw het oosten van het huidige Afghanistan en noorden van Pakistan regeerde. De naam komt van de provinciestad Ghowr. De latere Ghowriden lieten zich sultan noemen maar ze waren oorspronkelijk vazallen van de Ghaznaviden. De belangrijkste sultans uit de dynastie waren Ghiyasuddin Ghori (1157 - 1202) en diens rechterhand, broer en opvolger Muhammad Ghori (1202 - 1206). De laatste veroverde grote delen van het noorden van India.

## Geschiedenis
De Gowriden waren oorspronkelijk etnisch Perzische of Tadzjiekse heersers van de stad Gowr (tegenwoordig in het midden van Afghanistan). Ze waren vazallen van de Ghaznaviden tot de Ghaznavidische sultan Bahram Shah in 1149 een lid van de familie liet vergiftigen. Als wraak verklaarde de heerser van Ghowr, Alauddin Hussain de Ghaznaviden de oorlog. Hij wist de hoofdstad Ghazni in te nemen en liet deze stad zeven dagen en nachten plunderen en afbranden. De Ghaznaviden heroverden de stad met behulp van de Seltsjoeken. Een nieuwe aanval door Alauddin Hussain werd in 1152 afgeslagen door sultan Ahmad Sanjar.
De Ghowriden lieten opnieuw van zich horen in 1173. Inmiddels was de macht overgegaan aan Ghiyasuddin Ghori, die terzijde werd gestaan door zijn jongere broer Muhammad Ghori. De laatste nam in 1173 opnieuw Ghazni in. Daarop wist hij een voor een de belangrijkste steden van het oosten van het Ghaznavidenrijk te veroveren: achtereenvolgens vielen Multan (1175), Uch (1175), Peshawar (1181), Sialkot (1181) en Lahore (1186) in zijn handen. Bij de inname van de laatste stad werd de laatste Ghaznavidische sultan, Malik ibn Khusrau, gevangengenomen en terechtgesteld. De onder de Ghowridische sultans dienende generaals Qutbuddin Aibak en Muhammad Khilji wisten respectievelijk Delhi en de Gangesvlakte en delen van Bengalen aan het rijk toe te voegen, dat nu ook een groot deel van het noorden van India besloeg.
In het westen (grofweg het westen van het huidige Iran en oosten van Irak) kwam na de ondergang van de Ghaznaviden de dynastie van de Khwarazmiden op. Deze betwistten de Ghowriden de heerschappij over het centrale deel van het tegenwoordige Iran.
Toen Muhammad Ghowri in 1206 vermoord werd was er geen duidelijke opvolger voorhanden, waarna het rijk uit elkaar viel. Qutbuddin Aibak werd de eerste sultan van Delhi, Muhammad Khilji werd sultan in Bengalen, Nasiruddin Qabacha riep zichzelf uit tot sultan in Multan, de gebieden in Centraal-Azië werden door de Mongolen (Dzjengis Khan) veroverd en Perzië en het westen van Afghanistan kwamen in handen van de Khwarazmiden. De na 1206 regerende Ghowriden in Afghanistan waren vazallen van de Khwarazmiden.

## Lijst van Ghowridenheersers
- Muhammad bin Shansabani(? - 1011)
- Abu Ali bin Muhammad (1011 – ±1030)
- Abbas bin Shith (±1030 – ±1059)
- Muhammad bin Abbas (±1059 – ?)
- Qutb-ud-din Hasan bin Muhammad
- Izz-ud-din Hussain bin Hasan (±1100 – 1146)
- Saif-ud-din Sām bin Hussain (1146 – 1149)
- Baha-ud-din Sām bin Hussain
- Ala-ud-din Hussain bin Hussain
- Saif-ud-din Muhammad bin Hussain (1161 – 1163)
- Ghiyāṣ-ud-din Muhammad bin Sām (1163 – 1203)
- Shahāb-ud-din Muhammad Ghowri of Muizz-ud-din Muhammad bin Sām (1203 – 1206)
- Mahmud bin Ghiyāṣ-ud-din Muhammad bin Sām (1206 – 1212)
- Baha-ud-din Sām bin Mahmud (1212 – 1213)
- Ala-ud-din Atsiz bin Hussain (1213 - 1214)